# Kurt Wiese
Kurt Willy Wiese, född 4 september 1914 i Schleusenau, död 21 oktober 1987 i Altena, var en tysk SS-Oberscharführer och dömd krigsförbrytare. Han fick öknamnet ”slaktaren i Białystok”.
Wiese var under andra världskriget medlem av Sicherheitspolizei (Sipo) och kommendant för Getto 1 i Grodno i dåvarande Bezirk Bialystok. Han gjorde sig känd för sin brutalitet och skall, enligt vittnesmål, ha skjutit ihjäl minst 200 människor, varav omkring 80 barn. Han gjorde sig även skyldig till mord i Białystoks getto.

## Efter andra världskriget
Wiese greps i Köln 1963 men släpptes mot borgen, i väntan på rättegång. I maj 1964 lämnade Wiese Västtyskland under falskt namn för att undgå rättvisan. Simon Wiesenthal skrev då ett brev till utgivaren för Frankfurter Allgemeine Zeitung och ifrågasatte ordningen med att misstänkta krigsförbrytare släpptes fria mot borgen. Wiesenthal misstänkte att Wiese befann sig i Österrike och genom att han varskodde tyska och österrikiska rättsmyndigheter kunde Wiese gripas i juli 1964 då han var på väg till Egypten.
Wiese utlämnades till Västtyskland och ställdes inför rätta inför Landgericht Köln. Den 27 juni 1968 dömdes Wiese till livstids fängelse plus 10 års fängelse för mord på judar i Grodnos getto och för att ha deltagit i deportationerna av judar till Auschwitz då gettot stängdes. Han frisläpptes den 24 mars 1986.